# Syndakatalog

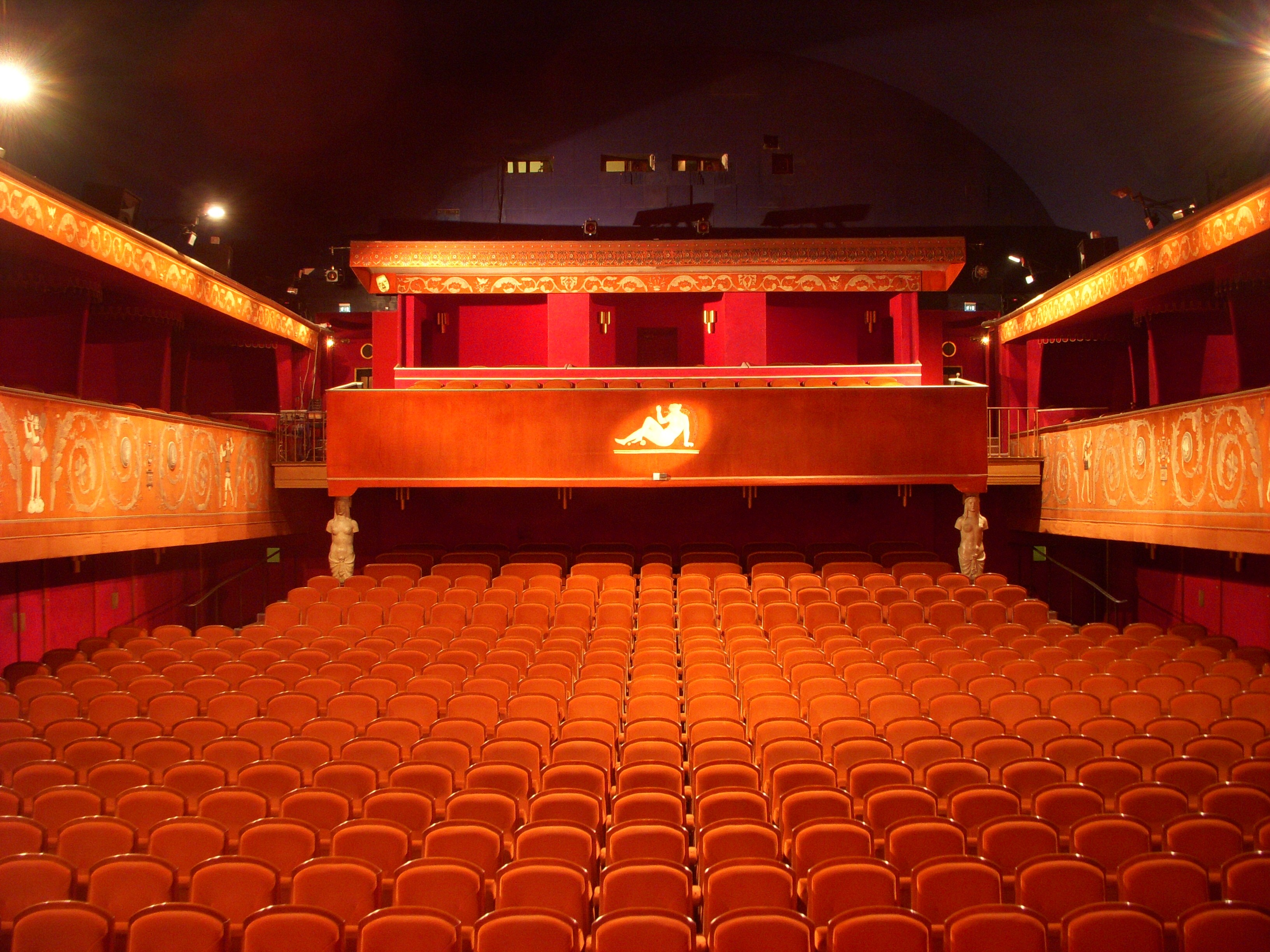
Bio sågs länge som en synd i många väckelsekretsar.

En syndakatalog åsyftar de många uttalade och outtalade levnadsregler som ofta har utvecklats inom väckelsefromhet. Att inte efterleva denna typ av regler har i dessa trossamfund betraktats som synd mot Gud och sig själv, och kunde i vissa fall leda till uteslutning ur den lokala församlingen. Någon katalog eller regelsamling i egentlig mening sammanställdes aldrig, utan begreppet är en allegorisk och kritisk beskrivning av de många fromhetsideal som den troende förväntades efterleva, och har liknande innebörd som begreppen lagiskhet och fariseism inom teologin. 
Begreppet åsyftar allt det man som frälst och väckelsetroende förväntades att inte göra, som till exempel att inte dricka alkohol, dansa, röka, snusa, gå på bio eller teater, sminka sig, lyssna på icke-kristen musik, utöva eller följa sport, leva som sambo, umgås på tu man hand med någon av motsatta könet utan att vara gift eller åtminstone förlovad. De flesta av reglerna är inte baserade på bokstavlig tolkning av Bibeln utan från en tradition som utvecklades i de flesta väckelserörelser, och man argumenterade för dessa ideal utifrån en mer indirekt tolkning av Bibeln. Andra regler, exempelvis att inte svära eller leva ut homosexualitet, och att kvinnor förväntades ha långt hår och huvudbonad, och män kort hår, grundar sig på en bokstavlig tolkning av Nya testamentet. 
Reglerna var olika i olika länder, samfund och familjer. I Sverige och Norden hade många av dessa regler sin grund i landets omfattande alkoholism, kriminalitet och spelande om pengar på 1800-talet. Detta gav upphov till nykterhetsrörelsen och väckelserörelser, då många försökte lämna den gamla livsstilen och umgängeskretsen. Inom frikyrkor ville man erbjuda ett socialt sammanhang där exempelvis alkoholister inte skulle frestas till återfall, och där barn inte skulle se vuxna dricka alkohol. 
Under 1900-talet har man väsentligen upphört att predika denna typ av regler i flertalet väckelserörelser, och acceptansen för andra livsstilar har ökat, men i synnerhet äldre frikyrkliga på landsorter efterlever fortfarande många av reglerna. Begreppet syndakatalog används särskilt i kritiska beskrivningar av 1940-, 1950- och 60-talens Pingströrelse, där konservativa levnadsregler efterlevdes längre än i många andra samfund, och uteslutningar var vanliga. På sina håll lever fenomenet under 2000-talet kvar inom læstadianismen, främst inom västlæstadianismen.

### Fotnoter
1. ↑  Oskar Hannler (4 maj 2012). ”Synd är att missbruka sina relationer”. Dagen. http://www.dagen.se/livsstil/synd-ar-att-missbruka-sina-relationer-1.117903. Läst 10 juli 2012.
2. ↑  Ingrid Carlberg (21 november 2003). ”I väntan på nåden”. Dagens nyheter. http://www.dn.se/nyheter/sverige/i-vantan-pa-naden/. Läst 11 juni 2016.